# Quần đảo Chesterfield

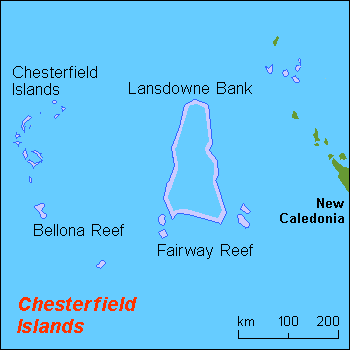
Quần đảo Chesterfield và các rạn san hô lân cận

Quần đảo Chesterfield là một quần đảo thuộc New Caledonia của Pháp nằm trong biển San Hô, cách Grande Terre, hòn đảo chính của New Caledonia, khoảng 500 km về phía tây bắc. Có tất cả 11 hòn đảo không có người ở và nhiều rạn san hô bao quanh. Diện tích đất liền của các đảo chưa đến 10 km².

## Tên gọi
Quần thể các đảo và rạn san hô này được đặt theo tên của con tàu Chesterfield do thuyền trưởng Matthew Bowes Alt chỉ huy. Ông đã khám phá biển San Hô vào những năm 1790.

## Vị trí
Quần đảo Chesterfield bao gồm phức hợp Rạn san hô Bellona và phức hợp Rạn san hô Bampton, bao gồm nhiều rạn san hô, đá ngầm, cồn cát. Đầm Chesterfield có diện tích khoảng 3500 km². Một rạn san hô vòng không liền nhau bao quanh đầm phá, đứt quãng bởi các eo biển, ngoại trừ ở phía đông. Đầm có độ sâu trung bình khoảng 51 m. Độ sâu tăng dần từ nam ngược lên bắc.

### Rạn san hô Bellona
- Mũi cực Tây 21°52′N 159°25′Đ / 21,867°N 159,417°Đ
- Rạn san hô Olry 21°26′N 159°34′Đ / 21,433°N 159,567°Đ
- Rạn san hô Trung Bellona 21°25′N 158°25′Đ / 21,417°N 158,417°Đ
- Cồn cát Observatory 21°24′N 158°51′Đ / 21,4°N 158,85°Đ
- Rạn san hô Booby 21°01′N 158°34′Đ / 21,017°N 158,567°Đ
- Rạn san hô Tây Bắc Bellona 20°52′N 158°28′Đ / 20,867°N 158,467°Đ
- Bãi đá Noel 20°32′N 158°34′Đ / 20,533°N 158,567°Đ
- Rạn san hô Nam Bellona 21°52′N 159°25′Đ / 21,867°N 159,417°Đ

### Bãi cạn Minerva
- Bãi cạn Minerva 20°55′N 159°22′Đ / 20,917°N 159,367°Đ

### Rạn san hô Chesterfield
- Đảo Loop 19°59′N 158°28′Đ / 19,983°N 158,467°Đ
- Đảo Anchorage 19°54′N 158°28′Đ / 19,9°N 158,467°Đ
- Đảo Passage (Đảo Bennett) 19°55′N 158°22′Đ / 19,917°N 158,367°Đ
- Đảo Long 19°53′N 158°19′Đ / 19,883°N 158,317°Đ

### Quần đảo Avon
- Quần đảo Avon 19°32′N 158°15′Đ / 19,533°N 158,25°Đ

### Rạn san hô Bampton
- Đảo Bampton 19°07′N 158°36′Đ / 19,117°N 158,6°Đ
- Rạn san hô Bắc Bampton 19°03′N 158°43′Đ / 19,05°N 158,717°Đ
- Rạn san hô Đông Bắc Bampton 19°06′N 159°03′Đ / 19,1°N 159,05°Đ
- Đảo Renard 19°14′N 158°58′Đ / 19,233°N 158,967°Đ
- Cồn cát Skeleton 19°27′N 158°57′Đ / 19,45°N 158,95°Đ